# Mike Byrne
Mike Byrne (* 6. února 1990 Portland, Oregon, USA) je americký bubeník. Studoval na Beaverton High School a již na škole hrál s menšími lokálními skupinami. Od roku 2009 byl členem skupiny The Smashing Pumpkins, ve které nahradil Jimmyho Chamberlina. Se skupinou nahrál alba Teargarden by Kaleidyscope (2009) a Oceania (2012). Ze skupiny odešel v roce 2014. Nadále vystupuje se skupinou Bearcubbin'!.